# 林維朝故居

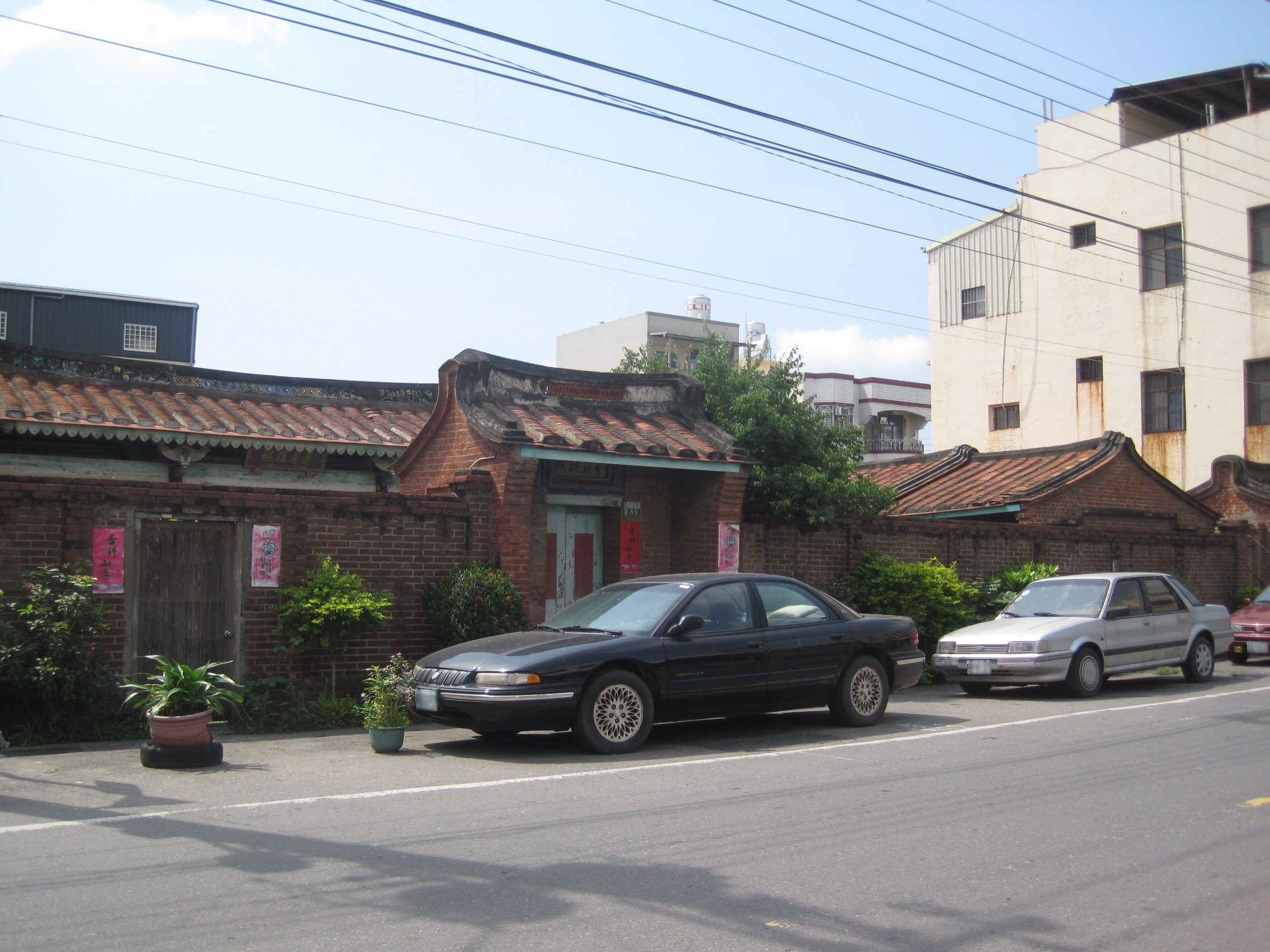
位於新港鄉中正路上的林維朝故居。

林維朝故居坐落於臺灣嘉義縣新港鄉中正路87、89號，建於清朝嘉慶年間，在林維朝過世後，故居則由長子林蘭芽繼承。

## 建立時期
清嘉慶年間，連年烏水氾濫，笨港及笨港街逐漸沒落。林維朝的祖父林老成隨著移民潮遷居到地勢較高的麻園寮（現今新港）重建家園。由於林維朝父祖兩代單傳，故起初規模格局並不大。
1887年（光緒十三年）林維朝考中秀才後開啟改建之路。根據其自傳《勞生略歷》在1891年（光緒十七年）的記事裡，提及將舊屋原有前進三間，花了近三百餘元興建了後進瓦屋三間。1910年前後，林維朝故居正廳前的軒亭為單間，而林維朝故居共有兩座門樓，南門樓門額上題有「西河衍派」，門樓內有一傳達室、三間正屋、兩間右護龍，正屋廳堂前懸掛「怡園」之匾額，明治三十九（1906）年，林維朝在古厝怡園開館授徒。
北門樓的門額上題有「紫薇拱照」，門樓為閩南式的建築風格，院子則是女眷居住地，為了隱密性設立了兩扇門屏，正屋及護龍均能看見對聯，例如「蘭桂一庭堪自樂，詩書滿架未爲貧」、「門牆多古意，家世重儒風」。

## 擴建時期

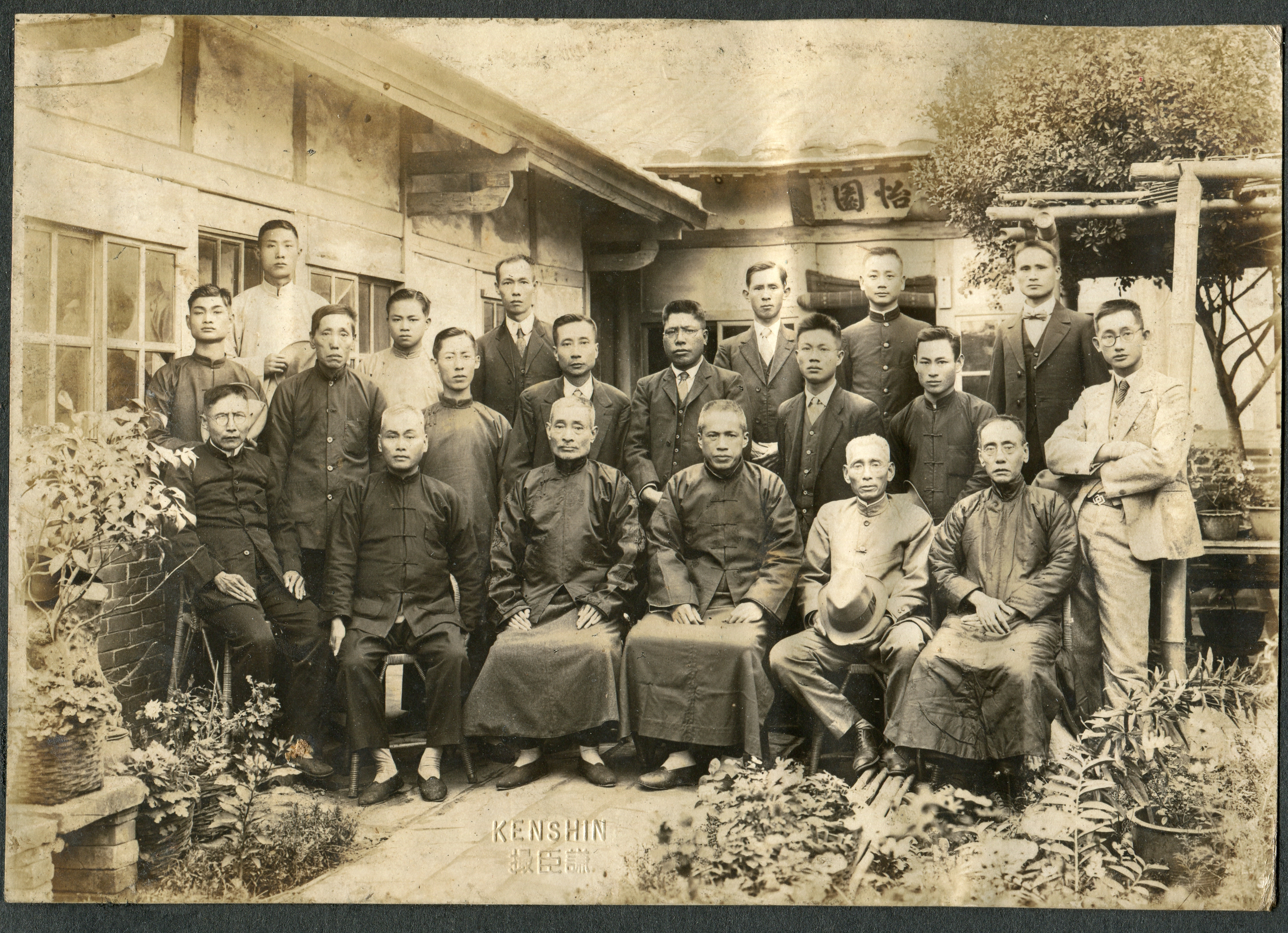
1922年鷇音吟社社員合影於怡園

1925年（大正十四年）至1928年（昭和三年）間正廳的軒亭從單間擴大為三間，其擴建原因應是為了祝賀林維朝六十一大壽。
大正十四（1925）年時正身已有七開間，到了昭和三（1928）年時，正屋門窗為了採光與通風，由木窗櫺改為較大的細鐵條窗，但日治後期因戰爭又改為木窗櫺。透過當年的油漆師陳綿豐轉述，林維朝長孫林光烈曾說，軒亭比正廳高聳的原因，來自林維朝為挽救即將破產的嘉義銀行，將原建築架構材料轉售，改建時則依照原廳堂格局建造軒亭。
民國七十二（1983）年，林蘭芽第三子林光閭拆掉兩間護龍，建造二間三層洋樓，並利用人工代替機械，保存南面圍牆及南門樓。民國七十九年的馬路拓寬工程，「西河衍派」門樓往北遷移40米至古厝北邊，經過馬路拓寬，庭園內兩排百年松柏遭到破壞。

## 地震及修復時期
1999年9月21日發生地震，古厝的屋瓦受損，軒亭的八根柱子全部向南稍偏東傾斜；樑柱的榫頭幾乎都鬆脫了，有些穿過屋瓦，院子後的圍牆也倒了一半，一個月後的地震造成瓦礫散落，屋頂的正脊斷裂，柱子再度以不同的角度傾斜。
九二一周年的前夕，鹿港李奕興介紹匠師邱永春，在國立雲林科技大學邱上嘉教授的指導下開始修護林維朝故居。雖曾做支撐架，不過2014年因白蟻嚴重啃蝕，造成部分屋脊塌陷，為了暫時保住古厝，林維朝曾孫後代林正中、陳素雲夫婦自費100多萬，請專業師傅搶修。